# Artur Krauze
Artur Krauze (ros. Краузе Артур Карлович; 1845-1895) – polski inżynier komunikacji i kolejnictwa pracujący na terenie Imperium Rosyjskiego.
Pochodził z rodziny ziemiańskiej, syn Karola. Ukończył Instytut Inżynierów Komunikacji w Petersburgu (1866). Po studiach objął stanowisko kierownika robót zarządu komunikacji na Kaukazie. Na tym stanowisku m.in. zaprojektował i wybudował żelazny trójprzęsłowy most pod Tbilisi na Gruzińskiej Drogi Wojennej oraz wytrasował drogę wzdłuż południowo-wschodniego wybrzeża Morza Czarnego. Od 1871 pracował w Towarzystwie Brzesko-Grajewskiej Drogi Żelaznej jako kierownik 1 odcinka budowy tej linii kolejowej. W latach 1872–1874 był naczelnikiem drogi Moskwa-Kursk. Od 1877 jako pracownik Ministerstwa Komunikacji oddelegowany do Odeskiej Drogi Żelaznej a od 1878 był asystentem inspektora kolei petersbursko-warszawskiej. Następnie w 1880 r. przeniósł się do Towarzystwa Kolei Południowo-Zachodnich, gdzie początkowo był agentem ds. badań technologii zagranicznych, a następnie piastował stanowiska głównego kuratora szkół kolejowych (1880-1884) i kierownika wydziału szkolnego (1884-1886). Pełniąc te funkcje pracował nad rozwojem i doskonaleniem edukacji w szkołach technicznych i powszechnych do których uczęszczały dzieci pracowników kolei. W istocie był on twórcą szkolnictwa technicznego na tym terenie, uruchomiono m.in. kursy dla dorosłych w Kijowskiej Szkole Kolejowej a od 1888 r. był członkiem zarządu Szewskiej Szkoły Żelaza i Stali. Od 1886 do 1895 był zastępcą kierownika służby ruchu Kolei Południowo-Zachodnich.